# المخيم الكشفي العالمي الثالث
عقد المخيم الكشفي العالمي الثالث في عام 1929 في ارو بارك في أبتون، ميرسيسايد، المملكة المتحدة. صادف تاريخ المخيم الذكرى ال21 لإنتاج كتاب الكشافة للأولاد وتأسيس الحركة الكشفية، ومن المعروف أيضا باسم القادم من عمر المخيم. حضر حوالي 30،000 كشاف وأكثر من 300،000 زائر ، وكان هذا المهرجان أكبر المهرجان حتى الآن..